# Francis J. Madden
Francis J. Madden (Frank Madden) († 12. April 2016 in Quincy) war ein US-amerikanischer Ingenieur.

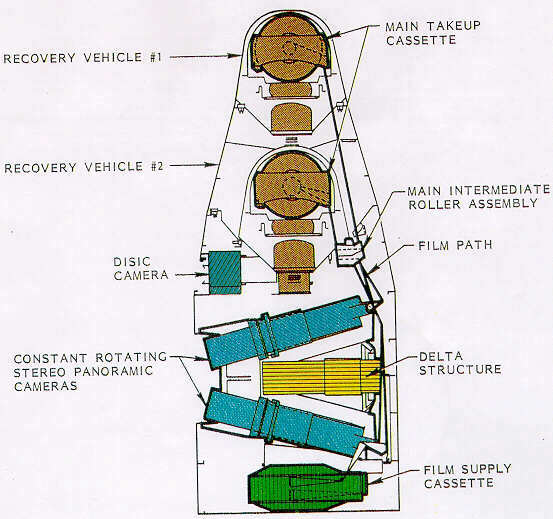
Kamerasystem in Corona

Nach seinem Abschluss an der Northeastern University und ersten Erfahrungen am Boston University Physical Research Laboratory entwickelte und testete er bei der Itek Corporation die ersten Hochleistungs-Kameras für das Corona-Programm von Spionagesatelliten der USA, die als erstes solches System in den USA 1959 bis 1972 operierten. Die Filme wurden in speziellen Kapseln abgeworfen, die mit Flugzeugen noch in der Luft aufgefangene wurden. Die Panoramakamera hatte ein komplexes Hochgeschwindigkeits (18 Inch pro Sekunde) Filmtransportsystem und konnte ferngesteuert werden. In der Entwicklung der Kamera nutzte er fortgeschrittene Technologien aus der Filmindustrie und anderen Industrien und arbeitete mit dem Physical Research Laboratory der Boston University (Walter Levison, später General Manager der Defense Systems Division bei Itek) zusammen. Wesentlich beteiligt war auch Richard Leghorn, der die Entwicklung im Pentagon leitete und einer der Gründer und Präsident von Itek war. Madden und Levison waren auch vorher am HYAC Kamerasystem für die vorhergehenden Ballon-Erkundungsflüge zuständig. Die Kamera musste von möglichst geringem Gewicht sein und den hohen Belastungen beim Start standhalten. Verwendet wurde ein Weitwinkelobjektiv, das sich auf einem 70 Grad Bogen senkrecht zur Bewegungsrichtung des Satelliten bewegte. Die Linsen rotierten ständig. Ab KH-4 wurde ein Petzvalobjektiv mit 24 Zoll Brennweite (Blendenzahl 3,5) verwendet. Madden entwickelte den Starwheel Mechanismus für die zeitliche Koordination der Abläufe in der Kamera und beseitigte die anfangs bestehenden Probleme mit Korona-Effekten. Er blieb Leiter des Corona-Programms von Itek bis zu seinem Ruhestand 1975.
Mit der Kamera und den bei Eastman Kodak entwickelten Filmen wurden anfangs Auflösungen von rund 10 m, Anfang der 1970er Jahre unter 3 m erreicht. Eine Mission lieferte Aufnahmen von rund 27 Millionen Quadratkilometern.
1995 erhielt er für seine Arbeit bei Corona eine Auszeichnung der CIA.
2000 wurde er Pioneer of National Reconnaissance des National Reconnaissance Office.
2005 erhielt er für die Beteiligung am Corona-Projekt den Charles-Stark-Draper-Preis, einen der höchsten Technikpreise der USA. In der Würdigung der National Academy of Engineering wurde hervorgehoben, das seine Kamera-Konstruktion auch heute zu den fortschrittlichsten jemals produzierten Weltraumkameras zählt.